# Nati il 27 giugno
| Questa pagina contiene informazioni ricavate automaticamente dalle voci biografiche con l'ausilio del template Bio e di un bot. L'aggiornamento è periodico e automatico e ricostruisce completamente la pagina. Se manca una persona in questa lista, sei pregato di non aggiungerla, ma accertati piuttosto che la sua voce biografica contenga il template Bio e che i dati anagrafici siano correttamente compilati. Se il template Bio manca, inseriscilo tu stesso o, in alternativa, metti l'avviso {{tmp\|Bio}} che ne segnala la mancanza. Se i dati riportati sono sbagliati, correggi direttamente la voce biografica; le modifiche saranno visibili in questa lista entro pochi giorni. Per chiarimenti vedi il progetto biografie. La lista contiene solo le 1.068 persone che sono citate nell'enciclopedia e per le quali è stato implementato correttamente il template Bio. Pagina aggiornata al 13 ago 2025. |

## IX secolo(1)
- 850 - Ibrahim II, emiro († 902)

## XIV secolo(1)
- 1350 - Manuele II Paleologo, imperatore bizantino († 1425)

## XV secolo(2)
- 1430 - Henry Holland, III duca di Exeter, nobile inglese († 1475)
- 1462 - Luigi XII di Francia, sovrano francese († 1515)

## XVI secolo(7)
- 1527 - Jean Vendeville, vescovo cattolico francese († 1592)
- 1528 - Gillis Mostaert, pittore fiammingo († 1598)
- 1532 - Insun di Joseon, regina coreana († 1575)
- 1539 - Lionardo Salviati, umanista, filologo e scrittore italiano († 1589)
- 1550 - Carlo IX di Francia, sovrano († 1574)
- 1581 - Luigi Günther di Schwarzburg-Rudolstadt, nobile tedesco († 1646)
- 1583 - Christoph von Dohna, politico tedesco († 1637)

## XVII secolo(5)
- 1633 - Augusta di Schleswig-Holstein-Sonderburg-Glücksburg, principessa danese († 1701)
- 1667 - Ignace Jacques Parrocel, pittore e incisore francese († 1722)
- 1692 - Karl Sigmund Friedrich Wilhelm von Leutrum, generale tedesco († 1755)
- 1696 - Giovanni Lorenzo Berti, teologo e letterato italiano († 1766)
- 1696 - William Pepperrell, condottiero, mercante e politico statunitense († 1759)

## XVIII secolo(32)
- 1701 - Silvia Balletti, attrice teatrale francese († 1758)
- 1705 - Claude-Henry Feydeau de Marville, politico, magistrato e nobile francese († 1787)
- 1708 - Rodolfo Emilio Brignole Sale, doge († 1774)
- 1716 - Luisa Diana di Borbone-Orléans, principessa francese († 1736)
- 1717 - Louis Guillaume Le Monnier, naturalista, fisico e medico francese († 1799)
- 1728 - Giambattista Toderini, abate, scrittore e filosofo italiano († 1799)
- 1728 - Carlo Giovanni Battista di Dietrichstein, nobile e alchimista boemo († 1808)
- 1732 - Carolina di Stolberg-Gedern, nobildonna tedesca († 1796)
- 1738 - Carlo Mazza, presbitero italiano († 1808)
- 1740 - John Latham, medico e naturalista inglese († 1837)
- 1742 - Clemente Bondi, poeta e traduttore italiano († 1821)
- 1742 - José de Iturrigaray, militare spagnolo († 1815)
- 1743 - Pavel Sergeevič Potëmkin, generale russo († 1796)
- 1747 - Heinrich Floris Schopenhauer, polacco († 1805)
- 1763 - Edward Rudge, botanico e antiquario inglese († 1846)
- 1766 - Ignazio Ciaia, scrittore italiano († 1799)
- 1767 - Alexis Bouvard, astronomo francese († 1843)
- 1767 - Pavel Vasil'evič Čičagov, generale e ammiraglio russo († 1849)
- 1769 - Giuseppe II di Schwarzenberg, nobile e imprenditore boemo († 1833)
- 1771 - Alexandre Digeon, generale, politico e nobile francese († 1826)
- 1774 - Charles Emmanuel Sigismond de Montmorency-Luxembourg, nobile, militare e diplomatico francese († 1861)
- 1775 - William Archibald Cadell, matematico e scrittore scozzese († 1855)
- 1777 - François Debret, architetto francese († 1850)
- 1784 - Carlo d'Assia-Philippsthal-Barchfeld, nobile († 1854)
- 1785 - Louisa Fox-Strangways, nobildonna inglese († 1851)
- 1786 - Juliette Colbert, filantropa francese († 1864)
- 1786 - John Cam Hobhouse, politico inglese († 1869)
- 1787 - Thomas Say, naturalista, entomologo e zoologo statunitense († 1834)
- 1788 - Carlo Giuseppe Bronzetti, militare italiano († 1854)
- 1789 - Friedrich Silcher, compositore tedesco († 1860)
- 1790 - Giovanni Salzano de Luna, generale italiano († 1865)
- 1796 - François-Xavier Joseph de Casabianca, politico, avvocato e nobile francese († 1881)

## XIX secolo(132)
- 1801 - Samuel Eccleston, religioso e arcivescovo cattolico statunitense († 1851)
- 1803 - Michele Zannotti, matematico italiano († 1874)
- 1805 - Armand Joseph Bayard, ingegnere francese († 1875)
- 1805 - Francis William Newman, docente e scrittore britannico († 1897)
- 1805 - Henry Brewster Stanton, avvocato, giornalista e politico statunitense († 1887)
- 1806 - Augustus De Morgan, matematico e logico britannico († 1871)
- 1806 - Pierre-Charles Simart, scultore francese († 1857)
- 1808 - Everhardus Johannes Potgieter, scrittore olandese († 1875)
- 1809 - Domenico Sanguigni, cardinale e arcivescovo cattolico italiano († 1882)
- 1813 - Otto Sendtner, botanico tedesco († 1859)
- 1815 - Eugène Petitville, pittore e disegnatore francese († 1868)
- 1816 - Friedrich Gottlob Keller, inventore tedesco († 1895)
- 1818 - Barbara Maix, religiosa austriaca († 1873)
- 1819 - Ernst Falkbeer, scacchista austriaco († 1885)
- 1821 - Samuel Washington Woodhouse, chirurgo, esploratore e naturalista statunitense († 1904)
- 1823 - Edoardo Pecco, architetto e ingegnere italiano († 1886)
- 1825 - Ferdinand von Trauttmansdorff-Weinsberg, politico austriaco († 1896)
- 1828 - Samuele Zopfi, imprenditore svizzero († 1888)
- 1830 - Théodore Caruel, botanico italiano († 1898)
- 1830 - Wilhelmina Kennedy-Erskine, nobildonna e scrittrice inglese († 1906)
- 1831 - Anthony Ashley-Cooper, VIII conte di Shaftesbury, nobile e ufficiale inglese († 1886)
- 1831 - Giovanni Boncoraggio, brigante italiano († 1910)
- 1833 - Cesare Bardesono di Rigras, prefetto e politico italiano († 1892)
- 1833 - Pietro Dosio, militare italiano
- 1834 - Gaetano Bastianelli, fantino italiano († 1908)
- 1839 - George Mary Searle, astronomo statunitense († 1918)
- 1840 - Tancredi Saletta, militare italiano († 1909)
- 1841 - Alexander Baumgartner, letterato e religioso svizzero († 1910)
- 1841 - Joseph Brugère, generale francese († 1918)
- 1844 - Arthur Gardiner Butler, entomologo, aracnologo e ornitologo britannico († 1925)
- 1846 - Henry Abbey, impresario teatrale statunitense († 1896)
- 1846 - Lodovico Nabruzzi, anarchico e giornalista italiano († 1916)
- 1846 - Charles Stewart Parnell, patriota e politico irlandese († 1891)
- 1846 - Saladino Saladini Pilastri, politico italiano († 1923)
- 1847 - Cesidio Gentile, poeta italiano († 1914)
- 1849 - Dora Melegari, scrittrice italiana († 1924)
- 1850 - Jørgen Pedersen Gram, matematico danese († 1916)
- 1850 - Lafcadio Hearn, giornalista, scrittore e iamatologo irlandese († 1904)
- 1850 - Ivan Vazov, poeta e romanziere bulgaro († 1921)
- 1852 - Eduardo Ladislao Holmberg, botanico, zoologo e geologo argentino († 1937)
- 1852 - Gabriel Séailles, filosofo francese († 1922)
- 1854 - Niels Neergaard, politico danese († 1936)
- 1854 - Scipione Tecchi, cardinale italiano († 1915)
- 1856 - Pietro Grocco, medico e politico italiano († 1916)
- 1859 - William Anderson, crickettista britannico († 1943)
- 1860 - Sergej Fëdorovič Platonov, storico russo († 1933)
- 1860 - Karl Wessely, papirologo, paleografo e filologo austriaco († 1931)
- 1861 - Fanny Davies, pianista britannica († 1934)
- 1862 - May Irwin, attrice e cantante canadese († 1938)
- 1863 - Henri Beau, pittore canadese († 1949)
- 1863 - E. H. Calvert, attore e regista statunitense († 1941)
- 1863 - Giuliano Dacij, presbitero ucraino († 1947)
- 1866 - Else Lehmann, attrice teatrale tedesca († 1940)
- 1867 - Ethel Grenfell, baronessa Desborough, nobildonna inglese († 1952)
- 1869 - Hans Spemann, biologo tedesco († 1941)
- 1870 - Pavol Jantausch, vescovo cattolico slovacco († 1947)
- 1870 - Giacomo Pio di Borbone-Spagna, nobile († 1931)
- 1871 - Pietro Acciarito, anarchico italiano († 1943)
- 1872 - Heber Doust Curtis, astronomo statunitense († 1942)
- 1872 - Paul Laurence Dunbar, poeta statunitense († 1906)
- 1872 - Federico di Wied, nobile tedesco († 1945)
- 1873 - Lázaro Chacón González, politico e generale guatemalteco († 1931)
- 1874 - Genuzio Bentini, avvocato e politico italiano († 1943)
- 1874 - Anne Crawford Flexner, commediografa statunitense († 1955)
- 1874 - Piero Gribaudi, geografo e economista italiano († 1950)
- 1875 - Riccardo Zanella, politico italiano († 1959)
- 1877 - William Clifford, attore statunitense († 1941)
- 1877 - Luigi Lusignani, politico italiano († 1927)
- 1877 - Luigi Zambarelli, presbitero e scrittore italiano († 1946)
- 1878 - Victor Tourneur, numismatico, storico e etnologo belga († 1967)
- 1879 - Gunnar Wennerström, pallanuotista svedese († 1931)
- 1880 - Helen Keller, scrittrice, attivista e insegnante statunitense († 1968)
- 1880 - Charles Le Moyne, attore statunitense († 1956)
- 1880 - Natal'ja Sergeevna Šeremetevskaja, nobildonna russa († 1952)
- 1881 - Antonio Basso, generale italiano († 1958)
- 1881 - Jérôme Carcopino, storico e funzionario francese († 1970)
- 1882 - Gaetano Ciocca, ingegnere, inventore e saggista italiano († 1966)
- 1882 - Ilario Montesi, imprenditore italiano († 1967)
- 1882 - Eduard Spranger, pedagogista e psicologo tedesco († 1963)
- 1883 - Ubaldo Maria Del Colle, attore, regista e sceneggiatore italiano († 1958)
- 1884 - Gaston Bachelard, filosofo francese († 1962)
- 1884 - Giovanni Magli, generale e politico italiano († 1969)
- 1885 - Arthur Lismer, pittore britannico († 1969)
- 1885 - Guilhermina Suggia, violoncellista portoghese († 1950)
- 1885 - H. M. Walker, sceneggiatore statunitense († 1937)
- 1886 - Eduard Dingeldey, politico e avvocato tedesco († 1942)
- 1886 - Jindřich Valášek, calciatore boemo († 1956)
- 1887 - Pedro Landeta, religioso spagnolo († 1963)
- 1888 - Adalgisa Giana, cantante lirica italiana († 1970)
- 1888 - Guido Libertini, archeologo italiano († 1953)
- 1889 - Alberto Alpago-Novello, architetto, urbanista e storico dell'architettura italiano († 1985)
- 1889 - Moroni Olsen, attore statunitense († 1954)
- 1889 - Louis Tessier, calciatore francese († 1969)
- 1890 - Jacques Deval, commediografo, regista e scrittore francese († 1972)
- 1890 - Tino Pattiera, tenore dalmata († 1966)
- 1890 - Federico Terschak, alpinista, dirigente sportivo e scrittore tedesco († 1977)
- 1891 - Clemente Aldobrandini, III principe di Meldola, imprenditore e nobile italiano († 1967)
- 1891 - Davide Cova, giornalista, politico e ingegnere italiano († 1947)
- 1891 - Charles Dorian, regista e attore statunitense († 1942)
- 1891 - Vladimir Michajlovič Petljakov, ingegnere aeronautico sovietico († 1942)
- 1891 - Mina Wylie, nuotatrice australiana († 1984)
- 1892 - Paul Colin, pubblicitario francese († 1985)
- 1892 - Cesare Darby, militare e aviatore italiano
- 1892 - Robert Ellis, attore, sceneggiatore e regista statunitense († 1974)
- 1892 - Jaroslav Krejčí, avvocato e politico cecoslovacco († 1956)
- 1892 - Erich Köhler, politico tedesco († 1958)
- 1892 - Greta Schröder, attrice tedesca († 1980)
- 1893 - Mario Barberis, pittore e illustratore italiano († 1960)
- 1893 - Zoilo Canaveri, calciatore uruguaiano († 1966)
- 1893 - Toti Dal Monte, soprano e attrice italiana († 1975)
- 1894 - Antonio Brosa, violinista spagnolo († 1979)
- 1895 - Diego Andiloro, politico italiano († 1965)
- 1895 - Anna Banti, scrittrice italiana († 1985)
- 1896 - Pietro Frosini, ingegnere italiano († 1974)
- 1896 - Ercole Gaddi Pepoli, politico italiano († 1932)
- 1896 - Per Helsing, calciatore norvegese († 1957)
- 1896 - Nunzio La Farina, compositore italiano († 1961)
- 1896 - Maria Veronica del Santissimo Sacramento, religiosa italiana († 1964)
- 1896 - Leslie Archibald Powell, militare e aviatore britannico († 1961)
- 1897 - Andreas Franz, calciatore tedesco († 1970)
- 1897 - Tony Sbarbaro, compositore statunitense († 1969)
- 1897 - Vladimir Sergeevič Vachmistrov, ingegnere aeronautico sovietico († 1972)
- 1898 - Alja Rachmanova, scrittrice e psicologa russa († 1991)
- 1899 - Paul Marion, giornalista francese († 1954)
- 1899 - Edmea Pirami, pediatra italiana († 1978)
- 1899 - Pierre Pucheu, imprenditore e politico francese († 1944)
- 1899 - Viktoria Savs, militare austriaca († 1979)
- 1899 - Juan Trippe, imprenditore statunitense († 1981)
- 1899 - Paolo Zappa, giornalista e scrittore italiano († 1957)
- 1900 - Mario Acquaviva, politico e rivoluzionario italiano († 1945)
- 1900 - James Keller, presbitero e missionario statunitense († 1977)
- 1900 - Otto Passman, politico statunitense († 1988)

## XX secolo(863)
- 1901 - Willy Rozier, attore, regista e produttore cinematografico francese († 1983)
- 1901 - Endre Steiner, scacchista ungherese († 1944)
- 1902 - Pietro Genovesi, calciatore e allenatore di calcio italiano († 1980)
- 1903 - Vincent Barrisa, mafioso statunitense
- 1903 - Piero Cosmin, militare e prefetto italiano († 1945)
- 1903 - Carlo Cotti, pittore e restauratore svizzero († 1980)
- 1904 - Nino Frank, scrittore, conduttore radiofonico e critico cinematografico italiano († 1988)
- 1904 - Alberta Vaughn, attrice statunitense († 1992)
- 1905 - Mary Fitzalan-Howard, nobildonna inglese († 1992)
- 1905 - Kwan Tak-hing, attore cinematografico cinese († 1996)
- 1906 - Catherine Cookson, scrittrice inglese († 1998)
- 1907 - Albert Büchi, ciclista su strada svizzero († 1988)
- 1907 - Alberto Mario Cavallotti, medico e politico italiano († 1994)
- 1907 - Elio Gigante, impresario teatrale italiano († 1995)
- 1907 - John McIntire, attore statunitense († 1991)
- 1907 - Frank Visser, pallanuotista belga († 1975)
- 1908 - Edi Consolo, alpinista, sciatore e pittore italiano († 2004)
- 1908 - Władysław Raginis, militare polacco († 1939)
- 1908 - João Guimarães Rosa, scrittore, medico e diplomatico brasiliano († 1967)
- 1909 - Giuseppe Ballerio, calciatore italiano († 1999)
- 1909 - Arthur Clay Cope, chimico statunitense († 1966)
- 1909 - Alessandro Dal Prato, pittore e incisore italiano († 2002)
- 1909 - Eduard Deisenhofer, generale tedesco († 1945)
- 1909 - Guido Gambone, ceramista italiano († 1969)
- 1909 - Ferruccio Valeriani, calciatore italiano
- 1910 - Pavel Fëdorovič Batickij, generale sovietico († 1984)
- 1910 - Pierre Joubert, illustratore francese († 2002)
- 1910 - Willi Lindner, calciatore tedesco
- 1910 - Robert A. Mattey, effettista statunitense († 1993)
- 1911 - Georg Dascher, pallamanista tedesco († 1944)
- 1911 - Lucien Lauk, ciclista su strada francese († 2001)
- 1911 - Mariano Pallottini, architetto e urbanista italiano († 1998)
- 1911 - Adolf Wagner, sollevatore tedesco († 1984)
- 1912 - Audrey Christie, attrice statunitense († 1989)
- 1913 - Elton Britt, cantante statunitense († 1972)
- 1913 - Philip Guston, pittore statunitense († 1980)
- 1913 - Willie Mosconi, giocatore di biliardo statunitense († 1993)
- 1913 - Zdeňka Veřmiřovská, ginnasta cecoslovacca († 1997)
- 1914 - Robert Aickman, scrittore britannico († 1981)
- 1914 - Giorgio Almirante, politico italiano († 1988)
- 1914 - William Foote Whyte, sociologo statunitense († 2000)
- 1914 - Dilvo Lotti, pittore italiano († 2009)
- 1914 - Jean Netter, militare e aviatore francese († 2010)
- 1914 - Emma Schwarz, attivista italiana († 1992)
- 1914 - Víctor Tortora, calciatore e allenatore di calcio uruguaiano († 1996)
- 1914 - Ilkka Törrönen, cestista finlandese († 1943)
- 1914 - Cor Wilders, calciatore olandese († 1998)
- 1915 - Pietro Chiappini, ciclista su strada italiano († 1988)
- 1915 - Harry Gibson, pianista e cantautore statunitense († 1991)
- 1915 - Giovanni Battista Marini Bettolo Marconi, chimico italiano († 1996)
- 1915 - Zhao Dan, attore e regista cinese († 1980)
- 1916 - Giovanna Galletti, attrice italiana († 1992)
- 1916 - Gina Magnavita Galeffi, filosofa e filologa brasiliana († 2005)
- 1918 - Adolph Kiefer, nuotatore statunitense († 2017)
- 1918 - Giuseppe Riccardi, militare italiano († 1944)
- 1919 - Amala Shankar, ballerina e attrice indiana († 2020)
- 1920 - Carla Bizzarri, attrice italiana († 2016)
- 1920 - Aldo Bonaccini, sindacalista e politico italiano († 2000)
- 1920 - Charles-Amarin Brand, arcivescovo cattolico francese († 2013)
- 1920 - I. A. L. Diamond, sceneggiatore statunitense († 1988)
- 1920 - Ferdinando Ghelli, architetto, scenografo e costumista italiano († 2016)
- 1920 - Fernando Riera, calciatore e allenatore di calcio cileno († 2010)
- 1920 - Casimiro Vizzini, politico e dirigente sportivo italiano († 2003)
- 1921 - Bai Guang, attrice e cantante cinese († 1999)
- 1921 - Dhia Cristiani, attrice e doppiatrice italiana († 1977)
- 1921 - Rodolfo de Zorzi, calciatore argentino († 1995)
- 1921 - Piero Magrassi, medico, partigiano e politico italiano († 2008)
- 1921 - Mario Marè, pittore italiano († 1993)
- 1921 - Muriel Pavlow, attrice britannica († 2019)
- 1921 - Kisshomaru Ueshiba, artista marziale giapponese († 1999)
- 1921 - Antonio Valentini, arcivescovo cattolico italiano († 2001)
- 1922 - Roberto Bertea, attore e doppiatore italiano († 1985)
- 1922 - Knut Osnes, allenatore di calcio e calciatore norvegese († 2015)
- 1922 - Tristano Pangaro, calciatore italiano († 2004)
- 1922 - Richard Albert Vollenweider, ecologo svizzero († 2007)
- 1922 - George Walker, cantante, compositore e arrangiatore statunitense († 2018)
- 1923 - Jacques Berthier, compositore e organista francese († 1994)
- 1923 - Giorgio Carpaneto, poeta e scrittore italiano († 2009)
- 1923 - Antonio Ceron, partigiano italiano († 1945)
- 1923 - Elmo Hope, pianista, compositore e arrangiatore statunitense († 1967)
- 1923 - Reza Naji, generale iraniano († 1979)
- 1923 - Gus Zernial, giocatore di baseball statunitense († 2011)
- 1924 - Rosalie Allen, cantautrice, musicista e conduttrice televisiva statunitense († 2003)
- 1924 - Augusto Capolino, calciatore italiano
- 1924 - Nino Di Salvatore, artista italiano († 2001)
- 1924 - Gino Giaroli, allenatore di calcio e calciatore italiano († 1991)
- 1924 - Ed Peterson, cestista statunitense († 1984)
- 1924 - Mario Tacconi, calciatore italiano
- 1925 - Willy Burgdorfer, batteriologo svizzero († 2014)
- 1925 - Jan Burssens, pittore belga († 2002)
- 1925 - Michael Dummett, filosofo inglese († 2011)
- 1925 - Leonard Lerman, biologo statunitense († 2012)
- 1925 - Vincenzo Madonia, politico e avvocato italiano († 2002)
- 1925 - Doc Pomus, cantante e cantautore statunitense († 1991)
- 1925 - Francisco Rodrigues, calciatore brasiliano († 1988)
- 1926 - Giambattista Bonis, ex calciatore italiano
- 1926 - Eugene Gross, fisico statunitense († 1991)
- 1926 - Luigi Pallaro, politico italiano († 2020)
- 1927 - John Barber, ex cestista statunitense
- 1927 - Andrea Boscione, giornalista italiano († 1983)
- 1927 - Carlo Enzo, biblista e filosofo italiano († 2019)
- 1927 - Guido Ianni, politico italiano († 1997)
- 1927 - Jindřich Kinský, cestista cecoslovacco († 2008)
- 1927 - Erika Simon, archeologa tedesca († 2019)
- 1927 - Cino Tortorella, conduttore televisivo, autore televisivo e regista televisivo italiano († 2017)
- 1928 - Verdi Barberis, sollevatore australiano († 2005)
- 1928 - Gerardo Cortés, pentatleta cileno
- 1928 - David Mercer, drammaturgo e sceneggiatore britannico († 1980)
- 1928 - Rudy Perpich, politico statunitense († 1995)
- 1928 - Antoinette Spaak, politica belga († 2020)
- 1928 - Josy Stoffel, ginnasta lussemburghese († 2021)
- 1929 - Stan Brown, cestista statunitense († 2009)
- 1929 - Maurice Noël Léon Couve de Murville, arcivescovo cattolico francese († 2007)
- 1929 - Dick the Bruiser, giocatore di football americano e wrestler statunitense († 1991)
- 1929 - Don'o Donev, animatore, regista e artista bulgaro († 2007)
- 1929 - Peter Maas, giornalista e scrittore statunitense († 2001)
- 1929 - Giovanni Maggiò, imprenditore e dirigente sportivo italiano († 1987)
- 1929 - Péter Palotás, calciatore ungherese († 1967)
- 1929 - Pál Pók, pallanuotista ungherese († 1982)
- 1930 - Raymond Barbeau, scrittore e attivista canadese († 1992)
- 1930 - Jiří Baumruk, cestista e allenatore di pallacanestro cecoslovacco († 1989)
- 1930 - Marius Bruat, calciatore francese († 2020)
- 1930 - Giordano Damiani, cestista italiano († 1999)
- 1930 - Tommy Kono, sollevatore statunitense († 2016)
- 1930 - Ross Perot, imprenditore e politico statunitense († 2019)
- 1930 - Claude Simonet, calciatore e dirigente sportivo francese († 2023)
- 1930 - Francesco Tabusso, pittore italiano († 2012)
- 1930 - Volker Vogeler, regista e sceneggiatore tedesco († 2005)
- 1931 - Graziella Galvani, attrice italiana († 2022)
- 1931 - Geoff Harcourt, economista australiano († 2021)
- 1931 - Anatolij Il'in, calciatore sovietico († 2016)
- 1931 - Magali Noël, attrice e cantante francese († 2015)
- 1931 - Martinus Veltman, fisico olandese († 2021)
- 1932 - Marguerite Empey, attrice e modella statunitense († 2008)
- 1932 - Anna Moffo, soprano e attrice statunitense († 2006)
- 1932 - Bohuslav Ondráček, produttore discografico e musicista cecoslovacco († 1998)
- 1932 - Władysław Pawlak, cestista e allenatore di pallacanestro polacco († 1999)
- 1932 - Henri Rey, cestista francese († 2016)
- 1933 - Gary Crosby, attore statunitense († 1995)
- 1933 - René Jacquet, calciatore francese († 1993)
- 1933 - Robert Katz, giornalista e scrittore statunitense († 2010)
- 1933 - Alberto Serti, pugile italiano († 2005)
- 1934 - Alessandro Anselmi, architetto italiano († 2013)
- 1934 - Alberto Bevilacqua, scrittore, poeta e regista italiano († 2013)
- 1934 - Guido Campodonico, architetto e urbanista italiano († 2023)
- 1934 - Enrico Serra, politico italiano († 2017)
- 1935 - Dan Currie, giocatore di football americano statunitense († 2017)
- 1935 - Carlo Facetti, ex pilota automobilistico italiano
- 1935 - Laurent Terzieff, attore e regista francese († 2010)
- 1936 - Julos Beaucarne, poeta, cantante e attore belga († 2021)
- 1936 - Antonio Trinetti, fantino italiano († 1992)
- 1936 - Tadanori Yokoo, pittore, illustratore e grafico giapponese
- 1937 - Joseph P. Allen, astronauta e fisico statunitense
- 1937 - Givi Chokheli, calciatore e allenatore di calcio sovietico († 1994)
- 1937 - Galimzjan Chusainov, calciatore sovietico († 2010)
- 1937 - André Chéret, fumettista francese († 2020)
- 1937 - Vincenzo Gasperi, calciatore italiano († 2003)
- 1937 - Vladimir Herzog, giornalista e drammaturgo brasiliano († 1975)
- 1937 - Agostino Mantovani, politico italiano
- 1937 - George Raveling, ex cestista e allenatore di pallacanestro statunitense
- 1937 - René Vanderveken, ex ciclista su strada belga
- 1938 - Pietro Adorni, calciatore italiano († 2002)
- 1938 - Bruce Babbitt, politico e avvocato statunitense
- 1938 - Kathryn Beaumont, attrice e doppiatrice britannica
- 1938 - David Hope, avvocato e giudice britannico
- 1938 - Evgenij Ivčenko, marciatore sovietico († 1999)
- 1938 - Don Kaye, editore statunitense († 1975)
- 1938 - Pietro Sambi, arcivescovo cattolico italiano († 2011)
- 1939 - Ignazio Bedini, arcivescovo cattolico e missionario italiano
- 1939 - Rahul Dev Burman, compositore indiano († 1994)
- 1939 - Piero Cucchi, ex calciatore e allenatore di calcio italiano
- 1939 - Aldo Dezi, ex canoista italiano
- 1939 - Ivan Doig, scrittore statunitense († 2015)
- 1939 - Ernst Falch, ex sciatore alpino e allenatore di sci alpino austriaco
- 1940 - Gianluigi Aponte, imprenditore e armatore italiano
- 1940 - Boris Alekseevič Chmelnickij, attore russo († 2008)
- 1940 - Eugen Cicero, pianista rumeno († 1997)
- 1941 - Ian Black, ex nuotatore britannico
- 1941 - Marquard Bohm, attore tedesco († 2006)
- 1941 - John Dennis Corriveau, vescovo cattolico canadese
- 1941 - James P. Hogan, autore di fantascienza britannico († 2010)
- 1941 - Mike Honda, politico statunitense
- 1941 - Krzysztof Kieślowski, regista, sceneggiatore e scrittore polacco († 1996)
- 1941 - Víctor Le Bihan, cestista argentino († 2018)
- 1941 - Pavel Schenk, ex pallavolista cecoslovacco
- 1941 - Leonardo Vitale, mafioso e collaboratore di giustizia italiano († 1984)
- 1941 - Fevzi Zemzem, calciatore e allenatore di calcio turco († 2022)
- 1942 - Chris Irwin, ex pilota automobilistico britannico
- 1942 - Bruce Johnston, musicista e cantante statunitense
- 1942 - Frank Mills, pianista canadese
- 1942 - Peter Mitterrutzner, attore e attore teatrale italiano
- 1942 - Antonio Munguía, calciatore messicano († 2018)
- 1942 - Jérôme Savary, attore, regista e commediografo argentino († 2013)
- 1943 - Henriette Bichonnier, scrittrice, giornalista e fumettista francese († 2018)
- 1943 - Eric Defoort, politico e storico belga († 2016)
- 1943 - Saverio Moriones, doppiatore italiano
- 1943 - Horacio Moráles, calciatore argentino († 2021)
- 1943 - Bernard Nsayi, vescovo cattolico della Repubblica del Congo († 2021)
- 1943 - Harm Ottenbros, ciclista su strada e pistard olandese († 2022)
- 1943 - Ángel Parra, cantautore cileno († 2017)
- 1943 - Ludovico Peregrini, autore televisivo e personaggio televisivo italiano († 2025)
- 1944 - Doug Buffone, giocatore di football americano statunitense († 2015)
- 1944 - Marzio Dall'Acqua, storico dell'arte italiano
- 1944 - William F. Garrison, generale statunitense
- 1944 - José Jorge González, calciatore argentino († 1991)
- 1944 - Mario Guadagnolo, politico italiano
- 1944 - Will Jennings, cantautore statunitense († 2024)
- 1944 - Paul Koslo, attore tedesco († 2019)
- 1944 - Zezé Motta, attrice, cantante e doppiatrice brasiliana
- 1944 - Lourdes Roldán, ex schermitrice messicana
- 1944 - Dardano Sacchetti, sceneggiatore italiano
- 1944 - Patrick Sercu, pistard e ciclista su strada belga († 2019)
- 1945 - Amihai Ayalon, ex politico e generale israeliano
- 1945 - Joey Covington, batterista e compositore statunitense († 2013)
- 1945 - Norma Kamali, stilista statunitense
- 1945 - Tadeusz Radwan, slittinista polacco († 2003)
- 1945 - David Scott, politico statunitense
- 1945 - Jürgen Wohlers, ex cestista tedesco
- 1946 - Ettore Abbiati, rugbista a 15 italiano († 2023)
- 1946 - Jose Miguel Arroyo, avvocato filippino
- 1946 - Mario Brusa, attore teatrale, doppiatore e direttore del doppiaggio italiano
- 1946 - Russ Critchfield, ex cestista e allenatore di pallacanestro statunitense
- 1946 - Carlo Durante, atleta paralimpico italiano († 2020)
- 1946 - Giovanni Fontana, poeta italiano
- 1946 - Vitaliano Gemelli, politico italiano
- 1946 - Bernard Lamitié, ex triplista francese
- 1946 - Giuseppe Elio Ligotti, poeta e romanziere italiano
- 1946 - Georges Minois, storico francese
- 1946 - Daria Semegen, compositrice statunitense
- 1947 - Abdel Djaadaoui, allenatore di calcio e ex calciatore algerino
- 1947 - Zvonko Ivezić, allenatore di calcio e calciatore jugoslavo († 2016)
- 1947 - Hans Ooft, allenatore di calcio e ex calciatore olandese
- 1947 - Vasilis Papageorgopoulos, politico e ex velocista greco
- 1948 - Umberta Pareschi, ex cestista italiana
- 1948 - William Tepper, attore, sceneggiatore e produttore cinematografico statunitense († 2017)
- 1949 - Rafael Chirbes, scrittore e critico letterario spagnolo († 2015)
- 1949 - Maria Claudia Ioannucci, politica italiana
- 1949 - Francis Xavier Kriengsak Kovithavanij, cardinale e arcivescovo cattolico thailandese
- 1949 - Daniele Nannuzzi, direttore della fotografia italiano
- 1949 - Isao Satō, attore e aviatore giapponese († 1990)
- 1949 - Günther Schumacher, ex pistard tedesco
- 1949 - Vera Wang, stilista e ex pattinatrice artistica su ghiaccio statunitense
- 1950 - Antonio Cherio, politico italiano
- 1950 - James Daughton, attore statunitense
- 1950 - István Kovács, ex lottatore ungherese
- 1950 - Enrico Maggi, doppiatore e attore teatrale italiano
- 1950 - Ken Marshall, attore e produttore cinematografico statunitense
- 1950 - Mário Palma, allenatore di pallacanestro portoghese
- 1950 - Ben Peterson, ex lottatore statunitense
- 1951 - Ulf Andersson, scacchista svedese
- 1951 - Marco Calamai, allenatore di pallacanestro e ex cestista italiano
- 1951 - Julia Duffy, attrice statunitense
- 1951 - Leonard Fraser, serial killer australiano († 2007)
- 1951 - Sidney Gutierrez, ex astronauta statunitense
- 1951 - Corneliu Ion, ex tiratore a segno rumeno
- 1951 - Kevin Joyce, ex cestista statunitense
- 1951 - Mary McAleese, avvocato e attivista